# Lucifuga
Lucifuga é um género de peixe da família Bythitidae.
Este género contém as seguintes espécies:
- Lucifuga simile
- Lucifuga spelaeotes
- Lucifuga subterranea
- Lucifuga teresinarum